# WBSCベースボール5・ワールドカップ
WBSCベースボール5・ワールドカップ（英: WBSC Baseball5 World Cup、B5WC）は、世界野球ソフトボール連盟（WBSC）が主催する、ベースボール5のナショナルチームによる世界選手権大会である。2022年から2年に1度開催され、16か国が出場する。

## 概要
B5WCは、2020年1月にWBSCが第1回大会を同年11月にメキシコで開催することを発表していたが、新型コロナウイルス感染症の影響により2度延期され、2022年11月に開催されることとなった。

## 大会方式
B5WCには16か国が出場し、男女混合で行われる。選手の登録枠は8人であり、20歳以上である必要がある。
第1~2回大会は12カ国で開催された。2020年1月に公表された当初の出場枠は以下の通り。
| 大陸         | 出場枠 |
| ------------ | ------ |
| アメリカ大陸 | 3      |
| アジア       | 3      |
| アフリカ     | 2      |
| ヨーロッパ   | 2      |
| オセアニア   | 1      |
| 開催国       | 1      |

2024年10月には2026年大会より参加国を16カ国とすることが発表されている。
| 大陸         | 出場枠 |
| ------------ | ------ |
| アメリカ大陸 | 4      |
| アジア       | 3      |
| アフリカ     | 2      |
| ヨーロッパ   | 3      |
| オセアニア   | 1      |
| 開催国       | 1      |
| 前回の開催国 | 1      |
| WBSC選出     | 1      |

第1回大会では、2グループ6チームに分かれて各5試合の総当たりによるオープニングラウンドが行われ、各グループの上位3チームと下位3チームがそれぞれスーパーラウンドグループ、プレースメントラウンドグループに分かれ、オープニングラウンドで対戦していないチームとの各3試合の総当たりによるセカンドラウンドが行われる。なおセカンドラウンドの順位決定においては、同グループ内のチーム同士のオープニングラウンドでの試合結果を合算する。その後、順位決定戦としてスーパーラウンドグループの1位および2位が決勝戦を、3位および4位が3位決定戦を戦う。
各試合は5イニングの3戦2勝制で行われる。

## 歴代大会結果
| 回 | 開催年 | 開催地         |          | 決勝     | 決勝   | 決勝     |       | 3位決定戦            | 3位決定戦 | 3位決定戦  |
| 回 | 開催年 | 開催地         | 優勝     | 結果     | 準優勝 | 3位      | 結果  | 4位                  |           |            |
| -- | ------ | -------------- | -------- | -------- | ------ | -------- | ----- | -------------------- | --------- | ---------- |
| 1  | 2022年 | メキシコシティ |          | キューバ | 2 - 0  | 日本     |       | チャイニーズタイペイ | 2 - 0     | ベネズエラ |
| 2  | 2024年 | 香港           | キューバ | 2 - 0    | 日本   | フランス | 2 - 0 | ベネズエラ           |           |            |
| 3  | 2026年 | ローマ         |          |          |        |          |       |                      |           |            |